# Fiamme sulla laguna
Fiamme sulla laguna è un film del 1951 diretto da Giuseppe Maria Scotese.

## Trama
Un palombaro dell'Arsenale di Venezia muore accidentalmente durante un'immersione ordinata dall'ammiraglio. Anna, unica figlia del palombaro, accetta l'ospitalità di un vecchio amico di famiglia, Antonio, il cui figlio operaio si innamora subito di lei. Durante i funerali però, Anna conosce Luciano, giovane ufficiale e figlio dell'ammiraglio; tra i due nasce una simpatia, ma una sera Anna vede l'ufficiale al porto scambiare effusioni con una sconosciuta prima di partire in mare per una missione. Credendosi tradita, decide per ripicca di cedere alle avances dell'operaio, ma Luciano, tornato dalla missione, la persuade a tornare con lui dimostrandole di non averla tradita. Intanto Antonio, vedendo suo figlio prima illuso e poi umiliato dal voltafaccia di Anna, chiede udienza all'ammiraglio e protesta con lui rivelandogli l'accaduto. L'ammiraglio convoca la ragazza e, dopo averla duramente rimproverata, le comunica la decisione di impedire le sue nozze con Luciano. Anna, correndo a casa sconvolta, avvista una nave in fiamme. D'accordo con Luciano, sale a bordo della nave e insieme a lui trova la morte nell'incendio.

## Produzione
Il film rientra nel filone dei melodrammi sentimentali, comunemente detto strappalacrime, allora molto in voga tra il pubblico italiano, in seguito ribattezzato dalla critica con il termine neorealismo d'appendice.
La produzione di questo melodramma fu caratterizzata da una lavorazione lunga e strascicata (tre anni, due soggettisti, cinque sceneggiatori); concepito come richiamo turistico alle bellezze della laguna («Una drammatica storia d'amore nella incomparabile cornice di una Venezia segreta e romantica» era la frase di lancio), Venezia è qui fotografata in numerosi scorci inconsueti, al di fuori degli itinerari turistici. Non manca la rituale visita a Piazza San Marco, ma con riprese effettuate in corso di acqua alta.

## Distribuzione
Il film, la cui lavorazione era iniziata nel 1949, debuttò nel circuito cinematografico italiano il 17 novembre del 1951.
Venne in seguito distribuito anche in Francia, il 19 febbraio del 1953 con il titolo Alerte à l'arsenal.
Venne poi riedito alcuni anni dopo in Italia con il titolo Venezia, rio dell'Angelo.